# Body Sweats: The Uncensored Writings of Elsa von Freytag-Loringhoven
 (mars 2022).
La mise en forme du texte ne suit pas les recommandations de Wikipédia : il faut le « wikifier ».
Les points d'amélioration suivants sont les cas les plus fréquents. Le détail des points à revoir est peut-être précisé sur la page de discussion.
- Les titres sont pré-formatés par le logiciel. Ils ne sont ni en capitales, ni en gras.
- Le texte ne doit pas être écrit en capitales (les noms de famille non plus), ni en gras, ni en italique, ni en « petit »…
- Le gras n'est utilisé que pour surligner le titre de l'article dans l'introduction, une seule fois.
- L'italique est rarement utilisé : mots en langue étrangère, titres d'œuvres, noms de bateaux, etc.
- Les citations ne sont pas en italique mais en corps de texte normal. Elles sont entourées par des guillemets français : « et ».
- Les listes à puces sont à éviter, des paragraphes rédigés étant largement préférés. Les tableaux sont à réserver à la présentation de données structurées (résultats, etc.).
- Les appels de note de bas de page (petits chiffres en exposant, introduits par l'outil «  Source ») sont à placer entre la fin de phrase et le point final[comme ça].
- Les liens internes (vers d'autres articles de Wikipédia) sont à choisir avec parcimonie. Créez des liens vers des articles approfondissant le sujet. Les termes génériques sans rapport avec le sujet sont à éviter, ainsi que les répétitions de liens vers un même terme.
- Les liens externes sont à placer uniquement dans une section « Liens externes », à la fin de l'article. Ces liens sont à choisir avec parcimonie suivant les règles définies. Si un lien sert de source à l'article, son insertion dans le texte est à faire par les notes de bas de page.
- La présentation des références doit suivre les conventions bibliographiques. Il est recommandé d'utiliser les modèles {{Ouvrage}}, {{Chapitre}}, {{Article}}, {{Lien web}} et/ou {{Bibliographie}}. Le mode d'édition visuel peut mettre en forme automatiquement les références.
- Insérer une infobox (cadre d'informations à droite) n'est pas obligatoire pour parachever la mise en page.

Pour une aide détaillée, merci de consulter Aide:Wikification.
Si vous pensez que ces points ont été résolus, vous pouvez retirer ce bandeau et améliorer la mise en forme d'un autre article.
Body Sweats: The Uncensored Writings of Elsa von Freytag-Loringhoven est le premier grand recueil anglais de poèmes de la poète et artiste dadaïste Elsa von Freytag-Loringhoven (1874–1927), également connue sous le nom de « La Baronne », ou « Baroness ».
Publié à titre posthume en 2011 par MIT Press, Body Sweats a été édité par l'éditrice canadienne et biographe Elsa von Freytag-Loringhoven Irene Gammel (en) et Suzanne Zelazo, poétesse et doctorante en lettre.
La majorité des poèmes publiés ont été obtenus auprès de la bibliothèque de l'Université du Maryland qui conserve les archives d'Elsa von Freytag-Loringhoven à la suite du legs de Djuna Barnes, ainsi qu'auprès de la bibliothèque de l'Université du Wisconsin-Milwaukee pour les poèmes publié dans The Little Review, revues littéraires américaine.

## Contexte
Ce recueil répond au désir d'Elsa von Freytag-Loringhoven de voir ses poésies réunies et publiées dans un livre, un projet commencé vers 1920 mais jamais réalisé de son vivant. Djuna Barnes, romancière américaine et  amie proche de von Freytag-Loringhoven, est créditée pour son travail de protection des manuscrits et archives de von Freytag-Loringhoven après la mort de celle-ci.

## Analyse
Commençant par une introduction au style poétique et à la vie excentrique d'Elsa von Freytag-Loringhoven, le livre présente ensuite les poèmes de la baronne pour la plupart inédits.
Body Sweats comprend également des illustrations, des reproduction des œuvres de la Baronne, des manuscrits originaux, eux-mêmes conçu comme des objets d'art.
Les poèmes sont organisés par thème : amour et nostalgie, incarnation, ville et consommation, nature performative, contemplation philosophique, mort et suicide, conscience esthétique, poèmes sonores, poèmes visuels, ainsi qu'une section contenant de longs poèmes et des critiques poétiques.
L'auteure joue sur la disposition des mots, souvent disposés en longues liste comme dans Aphrodite to Mars, et sur les sons et onomatopées, comme dans Astride.